# ハッピーエンド (お笑い)
ハッピーエンドは、かつてSMA NEET Projectで活動していた日本のお笑いコンビ。2022年5月31日解散。

## メンバー
- 田中 慎之介（たなか しんのすけ、1982年9月27日（42歳）- ）

ハッピーエンドのカッコ良い方。立ち位置は右。
身長173cm。血液型A型。埼玉県出身。東京経済大学卒業。
趣味はフィギュア集め、野球。特技はボクシング。
最初目指していたのは、とんねるずのような司会も出来るタレントだったとのこと。
ゆずきとのコンビ再結成前には、佐野滝介（現牛女）とのコンビ「演芸おんせん」（現在マセキ芸能社に所属する演芸おんせんは彼らのコンビ名から拝借している）、現ピン芸人である慶とのコンビ「アイアンボーイ」で活動していた。
解散後、2022年8月に一丁（元プラッチック）とコンビ「メダカクリーム」を結成。2024年5月14日、なかのZERO視聴覚ホールにて開催された「シン・お智だちライブ」をもって解散し、その後は所属事務所を離れフリーで芸人活動を継続する。
- ゆずき（1982年4月6日（43歳）- ）

本名：山本 譲城（やまもと ゆずき）。
ハッピーエンドの小さい方。立ち位置は左。
身長167cm。血液型B型。埼玉県鶴ヶ島市（旧：入間郡鶴ヶ島町）出身。大東文化大学卒業。
趣味は走ること、ボクシング。特技は息を止める（4分13秒）。
かつて陸上競技をやっていて、本気で箱根駅伝出場を目指していた時もあったが、ケガで断念した。
一度目の田中とのコンビ解散後と釜戸とのコンビ結成前の間の期間には、元ナナイロの斉藤徹哉とのコンビ「スタンデライオン」、ピン芸人「ゆずぽん」として活動。
2016年、「ハッピーエンドゆずき」としてR-1ぐらんぷりで準決勝へと進出。
2020年2月4日、女性お笑いコンビ123☆45のイズミとの結婚を発表。
2021年から、夫婦ユニット「マウンテンブック」として活動している。

### 元メンバー
- 釜戸 達考（かまと たつのり、1986年3月14日（39歳）- ）

血液型はA型。石川県出身。北陵高等学校卒業。スクールJCA13期生。
コンビ名の名付け親であり、ハッピーエンドの結成初期メンバーであったが、2006年2月1日に田中と入れ替わる形で脱退。
2007年4月に東京NSCへ13期生として入学し、卒業後はよしもとクリエイティブ・エージェンシーに所属。
2008年7月より大城裕貴と「ミルキーウェイ」というコンビで活動していたが、2017年12月18日に解散。

## 概要
共にスクールJCA13期生出身で、元々は「2の1」というコンビ名で活動していた。また、埼玉県入間郡鶴ヶ島町（現・鶴ヶ島市）出身の幼馴染みで、小学校・中学校（鶴ヶ島市立藤中学校）共に同級生、実家も50mほどしか離れていないという同士である。
しかし、JCA在学中の2004年9月に一度解散。その後しばらくお互い別々で活動し、ゆずきが在学中に養成所の同期であった釜戸達考とコンビ「ハッピーエンド」を結成。ハッピーエンドとして2005年3月に開催されたNSCとの対抗戦「SIGMA」に選抜されていたが、最終的に事務所所属には至らなかった（対抗戦は僅差でJCA勢が勝利した）。田中は在学中に佐野滝介（現在はコンビ「牛女」として活動）とコンビ「演芸おんせん」を結成し、卒業後は短期間ながらプロダクション人力舎に所属して活動。演芸おんせんの解散後は、JCA時代の先輩であった慶と「アイアンボーイ」というコンビで活動していた。
2006年2月に釜戸が脱退し、田中が入れ替わりで加入する形で再結成した（M-1グランプリのコンビ情報ページでは2007年2月結成と表記されている）。
2015年、ハッピーエンドとしてキングオブコントで準決勝へ進出し、2017年の第8回お笑いハーベスト大賞では本選（準決勝）へと進出。また、2016年にはゆずきがピン芸人としてR-1ぐらんぷりで準決勝へ進出した。
2022年5月21日、Beach Vにて同月31日開催のコントライブ「新しいや団 vol.3」のMCをもって再解散する事が発表された。田中は引き続き所属事務所に残り、ゆずきは退所しフリーでそれぞれ芸人活動を継続する。その後ゆずきが結成した夫婦コンビ「マウンテンブック」は妻のいずみっくすがいるTWIN PLANETに正所属となり、自身の芸名も「ゆずきヶ島」へ変更になっている。

## 芸風
代表的なネタとして「最後の言葉」コントがある。これは様々な人の死ぬ間際の一言をシチュエーションで見せるというもので、様々な偉人の最後の言葉をインターネットで見ていたところ、面白いと思って田中が考案したネタである。なお、ゆずきがR-1ぐらんぷり2016で準決勝進出した時に演じていたネタはこれの一人コントであった。

## 主な賞レース戦績
- 2015年 キングオブコント 準決勝進出[20]
- 2016年 R-1ぐらんぷり 準決勝進出（「ハッピーエンドゆずき」として）[21]
- 2016年 新人内さまライブ 第4回グランドチャンピオン大会進出[22]
- 2017年 第8回お笑いハーベスト大賞 本選（準決勝）進出[23]

## 出演

### テレビ
- 爆笑オンエアバトル（NHK総合、2007年8月24日）戦績1勝0敗 最高325KB
  - この年（2007年度）で最も低いKB数でのオンエアであった[24]。
- お笑い図鑑 ハマヌキ（テレビ神奈川）
- おとなのびっくりは～いすくーる（日本海テレビ）
- ハッピーMusic（日本テレビ、2011年7月23日）
- 公開ネタ見せ番組 輝け!ギャラ3000円芸人（BSスカパー）
- R-1ぐらんぷり2016 決勝戦（関西テレビ・フジテレビ系、2016年3月6日）- ゆずきのみ、復活ステージ出場者として出演
- くりぃむナンチャラ（テレビ朝日、2016年12月16日） - ゆずきのみ
- くりぃむしちゅー特番 芸能界最強! お笑いマニア王決定戦（テレビ朝日、2017年1月3日）- ゆずきのみ
- 内村のツボる動画（テレビ東京、2022年3月2日）- 「1160本から選んだ！世界(秘)仰天映像クイズSP」ゆずきのみ

### ラジオ
- レコメン!（文化放送、2013年12月30日）
- サンドウィッチマンの天使のつくり笑い（NHKラジオ第1、2016年2月23日・3月1日・3月15日）
- マイナビ Laughter Night（TBSラジオ、2017年1月14日）

### ネット配信
- 内村さまぁ〜ず SECOND（Amazon Prime Video、2017年2月13日）- 「新人内さまグランドチャンピオン大会2016」